# Anny Gerster-Simonett
Anny Gerster-Simonett, geborene Simonett (* 18. Januar 1901 in Frick; † 29. Dezember 1979 in Aarau), war eine Schweizer Frauenrechtlerin. Von 1940 bis 1961 war sie Präsidentin der Aargauischen Frauenzentrale. 1941 wurde sie in den Erziehungsrat des Kantons Aargau gewählt.

## Leben und Wirken
Anny Gerster-Simonett wurde als viertes Kind von Elise Simonett und dem Landarzt Benedikt Simonett geboren. Nach der Matura erwarb sie ein Diplom als Säuglingspflegerin an der Sozialen Frauenschule in Zürich. 1927 heiratete sie den Fricker Bezirkslehrer Walter Gerster.
Im Jahr 1934 wurde Gerster-Simonett in den Vorstand des Gemeinnützigen Frauenvereins Aarau gewählt und vertrat in dieser Rolle den Verein im Vorstand der Aargauischen Frauenzentrale. In den 1940er Jahren fungierte sie als Mitherausgeberin der mehrbändigen «Schriftenreihe der Jungbürgerinnen» Ins Leben hinaus, die von der Eidgenössischen Zentralstelle für Kriegswirtschaft vertrieben wurde. Die Reihe befasste sich mit den «kriegswirtschaftlichen Aufgaben des Haushaltes», an die vor allem junge Frauen herangeführt werden sollten.
Von 1940 bis 1962 präsidierte sie die Aargauische Frauenzentrale, im letzten Jahr wurde sie zur Ehrenpräsidentin ernannt. 1941 wurde sie das erste weibliche Mitglied des Aargauischen Erziehungsrates, von 1955 bis 1969 war sie Vizepräsidentin des Rates.
Sie setzte sich mit grosser Ausdauer für die Gleichberechtigung von Mädchen und Buben in der Ausbildung ein. In den 1950er-Jahren machte sie sich für die Einführung des Frauenstimmrechts stark.
Anny Gerster-Simonett verstarb am 29. Dezember 1979, nachdem sie beim Überqueren der Entfelderstrasse in Aarau von einem Auto erfasst worden war.